# Tetraphleps
Tetraphleps is een geslacht van wantsen uit de familie bloemwantsen (Anthocoridae). Het geslacht werd voor het eerst wetenschappelijk beschreven door Franz Xaver Fieber in 1860.

## Soorten
Het genus bevat de volgende soorten:

- Tetraphleps alashanensis Tong & Nonnaizab, 2008
- Tetraphleps aterrima (J. Sahlberg, 1878)
- Tetraphleps bicuspis (Herrich-Schäffer, 1835)
- Tetraphleps canadensis Provancher, 1886
- Tetraphleps feratis (Drake & Harris, 1926)
- Tetraphleps galchanoides Ghauri, 1972
- Tetraphleps latipennis Van Duzee, 1921
- Tetraphleps maculatus Tong & Nonnaizab, 2008
- Tetraphleps parallela Bu & Zheng, 1991
- Tetraphleps pilosipes Kelton & Anderson, 1962
- Tetraphleps pilosula Bu & Zheng, 1991
- Tetraphleps raoi Ghauri, 1965
- Tetraphleps uniformis Parshley, 1920
- Tetraphleps yulongensis Bu & Zheng, 1991